# Vénus Khoury-Ghata
För andra betydelser, se Venus (olika betydelser).

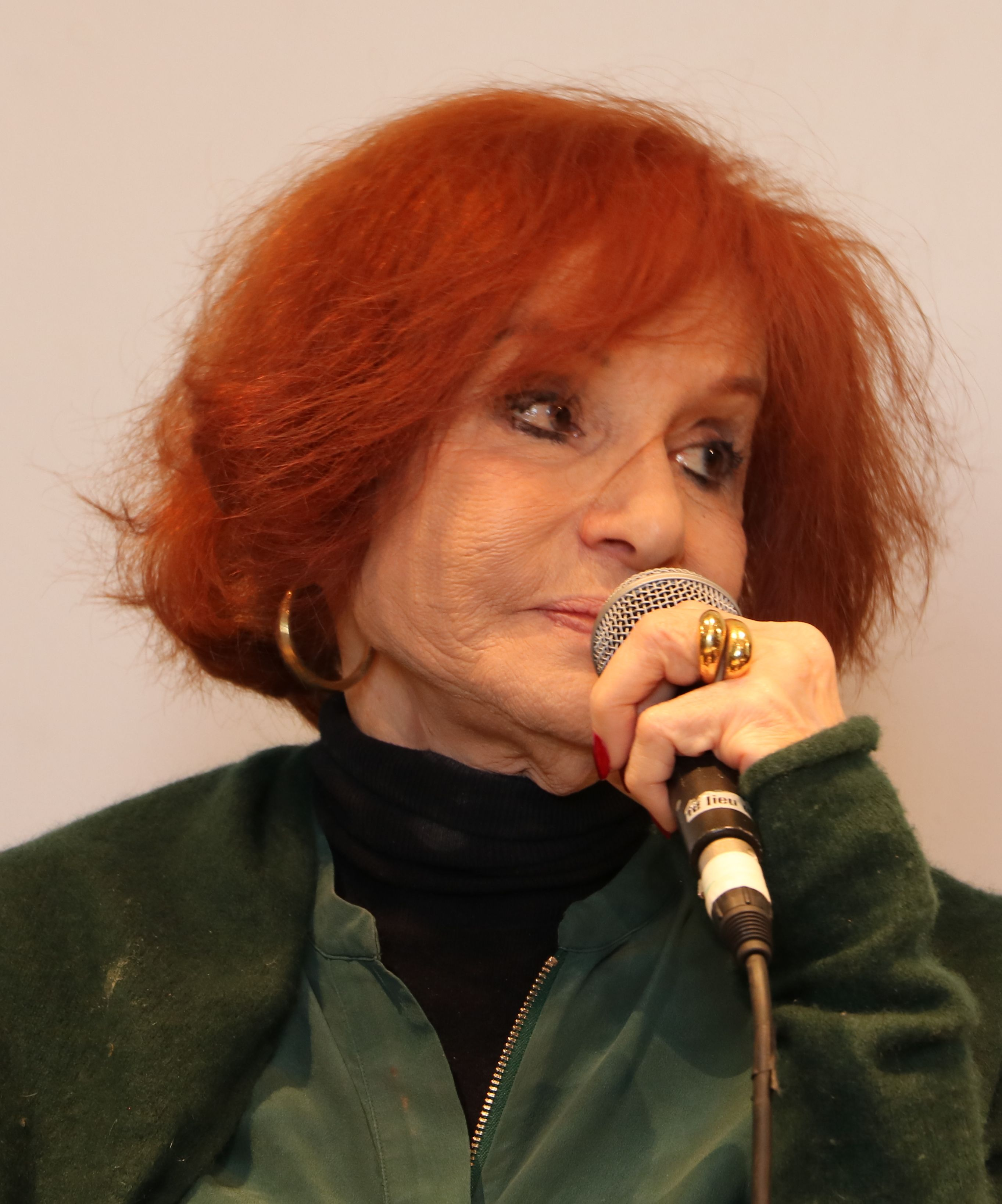
Vénus Khoury-Ghata, mars 2017.

Vénus Khoury-Ghata, född 1937 i Bcharré i Libanon, är författare och poet, sedan 1972 bosatt i Paris. Hon är mor till författaren Yasmine Ghata och syster till författaren May Menassa.
Khoury-Ghata har publicerat ett flertal romaner och diktsamlingar, och har översatts till bl.a. engelska, ryska, arabiska, italienska, holländska, tyska och svenska. Hon delar ursprunget i födelsebyn Bsherre med poeten Khalil Gibran. Khoury-Ghata vann internationell berömmelse med boken Les fiancés du Cape Ténès 1996. I sina böcker uppehåller hon sig ofta vid döden som tema.
I den självbiografiska boken Ett hus på randen till tårar berättar hon om sin barndom, med en förtryckande far och en mor som är analfabet. Till svenska har bland annat även Sju stenar till den otrogna hustrun (2009) översatts. Den skildrar en ung trebarnsmor som efter en våldtäkt döms till stening på grund av otrohet. 
I Sverige ges Khoury-Ghata ut av Elisabeth Grate Bokförlag.

## Priser
- Prix Apollinaire för Les ombres et leurs cris
- Prix Mallarmé för Un Faux pas du soleil
- Prix Jules Supervielle för Anthologie personnelle
- Prix Baie des anges för Le moine, l'ottoman et la femme du grand argentier